# David Goodhart
Pour les articles homonymes, voir Goodhart.
David Goodhart, né le 12 septembre 1956 à Londres, est un journaliste, économiste et écrivain britannique,,.

## Biographie

### Formation et carrière
Il est le fils de l'homme politique Philip Goodhart et le neveu de William Goodhart. Il étudie au collège d'Eton puis l'histoire et la politique à l'université d'York.
Durant 12 années, il est correspondant du Financial Times. Pendant une partie de cette période, il est basé en Allemagne,. En 1995, il fonde le magazine Prospect.
En décembre 2011, il est nommé directeur du groupe de réflexion Demos.
En 2017, il dirige l'unité de Démographie, immigration et intégration du groupe de réflexion Policy Exchange.

### Écrits
En 2004, il publie un essai intitulé Too Diverse? pour le magazine Prospect, qui connaît une rapide notoriété. Il y fait valoir qu'il doit exister un compromis entre une diversité accrue, due à l'immigration de masse, et la solidarité sociale, sous la forme de l'État-providence. Goodhart avance que pour que les citoyens remettent volontiers une partie de leur argent durement gagné à d'autres via leurs impôts, ils doivent ressentir un niveau d'affinité de base avec ces autres. Il écrit que dans les sociétés homogènes d'autrefois ce n'était jamais un problème : les citoyens ressentaient l'obligation mutuelle de la parenté. Mais dans les sociétés très mixtes d'aujourd'hui, ce sentiment de camaraderie est tendu. Goodhart apporte des données abondantes pour montrer que les gens rebutent à subventionner le logement, l'éducation ou les prestations sociales de ceux dont les racines dans la société sont peu profondes : « Pour le dire franchement - la plupart d'entre nous préfèrent notre propre genre ».
En 2013, il publie un essai sur l'immigration intitulé The British Dream : Successes And Failures Of Post-War Immigration dans lequel il dit que la gauche a fait fausse route en négligeant les enjeux liés à l'immigration et à l'identité nationale.

#### Anywhereetsomewhere
Dans un autre essai publié en 2017, The Road to Somewhere : The New Tribes Shaping British Politics traduit en français sous le titre Les Deux Clans. La Nouvelle Fracture mondiale (Les Arènes), il analyse le clivage politique qui oppose les « gens de n’importe où » (anywhere), favorables à la mondialisation dont ils tirent profit, et les gens du « peuple de quelque part » (somewhere), qui tentent de résister à la disparition de leur mode de vie. Il cite des sondages pour montrer que les Somewhere représentent à peu près la moitié de la population, les Anywhere représentant 20 % à 25 % et le reste classé comme Inbetweeners « entre-deux ». Il avance qu'il existe un test décisif clé pour déterminer à laquelle de ces « tribus de valeurs » les personnes appartiennent selon la réponse à la question de savoir si la Grande-Bretagne ressemble maintenant à un pays étranger. Goodhart cite un sondage YouGov de 2011 montrant que 62 % des personnes interrogées étaient d'accord avec la proposition: « La Grande-Bretagne a radicalement changé ces derniers temps, elle ressemble parfois à un pays étranger et cela me met mal à l'aise ». Seulement 30 % des sondés n'étaient pas d'accord. Goodhart soutient que penser que des réponses économiques suffiront à régler les défis posés par l'immigration fait l'impasse sur le fait que le mécontentement exprimé par les somewhere est autant culturel qu’économique. Selon Jonathan Freedland du Guardian, Goodhart ne souffre pas de cette myopie économique : il accepte que lorsque les gens disent que leur problème ne concerne pas uniquement l'argent, ils disent la vérité.

#### Head, Hand, Heart
Dans son ouvrage La tête, la main et le cœur : la lutte pour la dignité et le statut social au XXIe siècle publié en 2020, David Goodhart soutient que nos sociétés survalorisent l'intelligence cognitive et la réussite scolaire basée sur[C'est-à-dire ?] les matières intellectuelles au détriment des métiers manuels et de soin. Il plaide fermement en faveur de la relance du statut du travail en dehors de cette « économie du savoir ». La Grande-Bretagne et l'Amérique en particulier, avance-t-il, souffrent d'une condition sociétale, où la réussite cognitive agit comme un mécanisme de tri dans une supposée méritocratie. En cours de route, les nouveaux systèmes dévalorisent à la fois les capacités techniques et pratiques (la main) et les compétences sociales et empathiques (le cœur), tout en aliénant et en démoralisant les personnes qui exercent les emplois correspondants. Il décrit que l'un des résultats de ce profond changement culturel a été une stagnation des salaires et une perte de statut pour les emplois qui ne sont pas considérés comme faisant partie de « l'économie du savoir » des diplômés. Pour Julian Coman du Guardian, en mettant en évidence des dimensions de la vie et du travail qui ont été privées de prestige à l'ère de l'individualisme, il rend un service précieux. De nombreuses sociétés européennes, observe Goodhart, ont réussi à conserver le respect de « l'intelligence professionnelle pratique » et des personnes exerçant des « emplois de base ».

## Publications

### Livres publiés en anglais
- (en) Eddie Shah and the Newspaper Revolution, Coronet Books, Londres, 1986  (ISBN 0-340-39263-0).
- The Reshaping of the German Social Market, Institute for Public Policy Research, Londres, 1994  (ISBN 1-872-45-284-1).
- Solutions to Unemployment in the Age of Globalisation (Ditchley Conference Report), Ditchley Foundation, Enstone, 1998.
- Thinking Allowed. The Best of Prospect, 1995-2005, Atlantic Books, Londres, 2005  (ISBN 1-84354-481-4).
- The British Dream. Successes and Failures of Post-war Immigration, Londres, Atlantic Books, 2013 (ISBN 978-1-84354-805-8).
- (en) The road to somewhere : the populist revolt and the future of politics, Londres, C. Hurst & Co, 2017, 278 p. (ISBN 978-1-84904-799-9, lire en ligne)[11]
- (en) Head Hand Heart : The Struggle for Dignity and Status in the 21st Century, Allen Lane, 2020, 368 p. (ISBN 978-0241391570)

### Livres traduits en français
- Les Deux Clans : La Nouvelle Fracture mondiale [« The Road to Somewhere: The Populist Revolt and the Future of Politics »]  (trad. de l'anglais), Paris, Les Arènes, 2019, 400 p. (ISBN 978-2-7112-0200-3)
- La tête, la main et le cœur : la lutte pour la dignité et le statut social au XXIe siècle [« Head Hand Heart: The Struggle for Dignity and Status in the 21st Century »]  (trad. de l'anglais), Paris, Les Arènes, 2020, 470 p. (ISBN 979-1037502490)

### Articles
- « Back from the Ruins of 1990 », dans Fabian Review, n° 104 (1992)  (ISSN 1356-1812)
- « Britain’s Glue. The Case for Liberal Nationalism », dans Anthony Giddens (éd.), The New Egalitarianism, Polity Press, Cambridge, 2005  (ISBN 0-7456-3431-1), p. 154–170.
- « How I left my London tribe », dans The Financial Times, 18 mars 2017, 1 f.